# Equus (filme)
Equus é um filme de drama britano-estadunidense, realizado por Sidney Lumet em 1977, baseado em peça de Peter Shaffer, autor do roteiro.

## Sinopse
Um psiquiatra, Martin Dysart, interpretado por Richard Burton, investiga os brutais ferimentos cometidos, com uma ponta de metal, em seis cavalos num estábulo em Hampshire, Inglaterra. A atrocidade fora perpretada por um rapaz de dezassete anos, trabalhador do estábulo, chamado Alan Strang (interpretado pot Peter Firth), o único filho de um austero, mas reservado e tímido pai (Colin Blakely) e de uma elegante e religiosa mãe (Joan Plowright). À medida que Dysart expõe as verdades que se escondem nos demónios do rapaz, ele vai-se encontrando face a face consigo próprio.

## Elenco
- Richard Burton....dr. Martin Dysart
- Peter Firth.........Alan Strang
- Colin Blakely.....Frank Strang, o pai
- Joan Plowright....Dora Strang, a mãe
- Eileen Atkins.....a juiz Hesther Saloman
- Jenny Agutter.....Jill Mason
- Kate Reid.........Margaret Dysart
- Harry Andrews....Harry Dalton

## Prémios e nomeações
- Golden Globe Awards 1978 - Prémio para melhor ator em filme dramático: Richard Burton
- Golden Globe Awards 1978 - Prémio para melhor ator coadjuvante em cinema: Peter Firth